# مفهوم السلاح الفائق لسرعة الصوت المتنفس للهواء

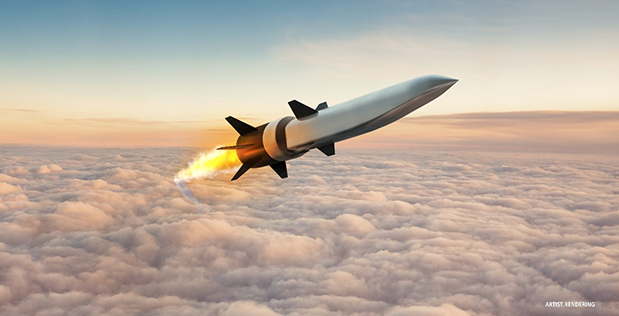
صاروخ بمحرّك نفّاث

يعتبر مفهوم السلاح الفائق الصوت الذي يتنفس الهواء (HAWC) مشروع صاروخ بمحرك نفاث فرطي (سكرامجت) في وكالة مشاريع الأبحاث الدفاعية المتقدمة (داربا) في الولايات المتحدة الأمريكية ، والتي تم الإعلان عن رحلة أسرع من الصوت ناجحة في تاريخ 27 سبتمبر 2021. 
يدفع المحرك النفاث الفرطي (سكرامجت) الصاروخ «بسرعة أكبر من 5 ماخ (سرعة تعادل خمسة أضعاف سرعة الصوت)». 